# João Paulo Cotrim
João Paulo Cotrim (Lisboa, 13 de março de 1965 – Lisboa, 26 de dezembro de 2021) foi um jornalista, escritor e editor português.

## Biografia
Guionista para filmes de animação («Algo Importante», com João Fazenda; «Um Degrau Pode Ser um Mundo», com Daniel Lima; «Diário de uma Inspectora do Livro dos Recordes», com Tiago Albuquerque) e autor de, entre outros, «João Fazenda – Combo», Assírio & Alvim, 2009 (ensaio); «Salazar – Agora, na Hora da Sua Morte», com Miguel Rocha, Parceria A. M. Pereira, 2006 (bd); «Stuart – A Rua e o Riso», Assírio & Alvim, 2006 (ensaio); «Tango», com ilustrações de Murai Toyonobu e fotografias de Rafael Navarro, Afrontamento, 2005 (ficção); «Fotobiografia de Rafael Bordalo Pinheiro», Assírio & Alvim, 2005 (ensaio); «Travessa do Calado», Novo Imbondeiro, 2003 (ficção); «Nós Somos os Mouros», com vários autores, Assírio e Alvim, 2003 (bd); «À Esquina», com Pedro Burgos, Campo das Letras, 2003 (bd).
Escreveu para a infância, por exemplo, «A História Secreta de Pedro e o Lobo», com João Fazenda, Assírio & Alvim, 2007; «A Árvore Que Dava Olhos», com Maria Keil, Calendário, 2007; «Canção da Onda, da Rocha e da Nuvem», com Tiago Manuel, Afrontamento, 2005; «Viagem no Branco», com Miguel Rocha, Afrontamento, 2004; «O Homem Bestial», com Maria João Worm, Afrontamento, 2004; «História de um Segredo», com André Letria, Afrontamento, 2003.
Dirigiu desde a sua abertura, em 1996, e até 2002, a Bedeteca de Lisboa. Comissariou inúmeras exposições. Foi Director do Salão Lisboa de Ilustração e Banda Desenhada.
Fundou a revista Lua Cheia, foi redactor na Cosmopolitan e nos programas Escrita em Dia, na SIC, e Sociedade das Belas Artes, da SIC Notícias. Assinou crónicas na TSF e no jornal Expresso. Colaborou em inúmeras publicações, nacionais e estrangeiras. Foi coordenador editorial da revista Ler e editor de ficção e ensaio da revista Ícon.
Fundou e dirigiu a editora Abysmo.
Em Maio de 2020, criou a revista online Torpor, que reuniu colaborações de dezenas de autores portugueses sobre o confinamento durante a primeira fase da pandemia de COVID-19 em Portugal. 
Morreu em 26 de Dezembro de 2021, vítima de doença não revelada, no Hospital de Santo António dos Capuchos, em Lisboa, onde se encontrava internado.

## Obras
- A História Secreta de Pedro e o Lobo, com ilustrações de João Fazenda (2007)
- O Branco das Sombras Chinesas: Divertimento, em co-autoria com António Cabrita e ilustrações de João Fazenda (2011)
- Jean Moulin - A Sombra Não Apaga a Cor, com ilustrações de Tiago Albuquerque (2021)
- Diário das Nuvens, com fotografias de João Francisco Vilhena (2021)